# 1561
1561 је била проста година.

## Рођења

### Јануар
- 12. јануар — Карло Емануел I, савојски војвода
- 22. јануар — Френсис Бекон, енглески филозоф и писац (†9. април 1626)

## Смрти

### Јул
- 10. јул — Рустем-паша Опуковић, османски паша